# Digital Outsider
Ein Digital Outsider ist im Gegensatz zum Digital Native eine Person, die aus verschiedenen Gründen nicht mit dem Internet agiert oder von diesem ausgeschlossen ist. Menschen, die sich doch dem Internet anschließen, werden als Digital Immigrants bezeichnet. Aus den unterschiedlichen Erfahrungen, Nutzungsverhalten und Kenntnissen mit dem Internet resultiert eine Digitale Kluft.

## Gründe für die Entstehung von Digital Outsiders
Es gibt mehrere persönliche oder technische Gründe, wieso sich Menschen nicht mit dem Internet verbinden. Diese sind beispielsweise:
- kein Internetzugang möglich oder geplant (zum Beispiel auf ländlichen Gebieten)
- Internetzugang nur eingeschränkt nutzbar oder verboten (z. B. als Bestrafung oder erzieherische Maßnahme)
- Meidung aufgrund mangelnder Kenntnisse und Wissen (z. B. fehlender Kenntnisse über die Bedienung eines Computers oder Smartphones oder der Konfiguration von Internet-Technologien)
- mangelndes Interesse oder zu wenig Zeit
- allgemeine Verunsicherung durch die Gefahren (z. B. Datendiebstahl oder Überwachung)
- bewusstes Meidungs- und Ablehnungsverhalten (z. B. aufgrund geringer Lernbereitschaft im Alter, Sparen von zusätzlichen Kosten oder der Angst vor Technostress und Internetabhängigkeit)

## Situation in Deutschland
In Deutschland wurden 2012 nach einer Studie des Sinus-Instituts aus Heidelberg mehr als 27 Millionen Menschen als Digital Outsiders eingestuft. Dies entspricht fast 40 Prozent der Gesamtbevölkerung. Dabei wird das Internet deutlich häufiger von jungen als alten Menschen genutzt.

## Sichtweise der Digital Natives
Die Digital Natives bewegen sich mittlerweile so selbstverständlich im Internet, dass sie die Befürchtungen und Sorgen der Digital Outsiders teilweise nicht mehr nachvollziehen können. Während sich die Digital Outsiders nach mehr Sicherheit im Internet sehnen, lehnen die Digital Natives meist diese Formen der Einmischung ab und sehen es als einen Eingriff in deren Freiheiten an.